# Взрыв в УФСБ Архангельска
31 октября 2018 года 17-летний анархист Михаил Васильевич Жлобицкий совершил самоподрыв в здании регионального управления ФСБ в Архангельске, в результате чего он сам погиб, а трое сотрудников ФСБ были ранены. Органы власти охарактеризовали случившееся как террористический акт.

## Личность нападавшего
Нападение совершил Михаил Васильевич Жлобицкий, учащийся Архангельского политехнического техникума (ранее ГПТУ № 25).
По утверждению губернатора Орлова, Жлобицкий проживал в посёлке Лахта Катунинского сельского поселения Приморского района Архангельской области. Являлся сторонником идеологии анархо-коммунизма, был зарегистрирован в социальной сети ВКонтакте как «Сергей Нечаев» (в честь русского нигилиста и революционера XIX века Сергея Нечаева).

## Ход событий
31 октября 2018 года в 8:45 по местному времени Жлобицкий под псевдонимом «Валерьян Панов» разместил в чате «Речи Бунтовщика» мессенджера Telegram послание, в котором говорилось, что он берёт на себя ответственность за теракт, что «причины для вас вполне ясны», и что ФСБ «фабрикует дела и пытает людей».
В 8:52 по местному времени Жлобицкий вошёл в здание управления ФСБ в Архангельске и извлёк из пакета самодельное взрывное устройство, которое сразу же взорвалось у него в руках.
В результате взрыва сам нападавший погиб на месте, трое сотрудников ФСБ РФ пострадали На фотографиях с места взрыва видно, что холл здания получил значительные повреждения — со стен была сорвана обшивка.

## Следствие
Следственные органы возбудили уголовное дело по статье 205 УК РФ («Террористический акт») и части 1 статьи 222 УК РФ («Незаконное хранение, ношение, приобретение взрывчатых веществ»). Расследованием занимался центральный аппарат Следственного комитета РФ.
2 ноября 2018 года в Москве был задержан 14-летний подросток-восьмиклассник, имя которого не было обнародовано. На Telegram-канале «Силовики» было опубликовано утверждение, что подозреваемый в теракте в Архангельске связывался с этим подростком и именно ему он сделал последний в своей жизни телефонный звонок. Следствие подозревало подростка в изготовлении бомбы, которую он якобы собирался взорвать на «Русском марше» в микрорайоне Люблино 4 ноября 2018 года. Представители правоохранительных органов заявляли, что в квартире, где проживал задержанный, был проведён обыск, в ходе которого было найдено некое взрывное устройство и компоненты для его изготовления.
Было заведено уголовное дело по 2 статьям: статья 222.1 УК РФ («Незаконное приобретение и хранение взрывчатых веществ») и статья 223.1 УК РФ («Незаконное изготовление взрывных устройств»), с максимальным наказанием до 12 лет лишения свободы. По словам родственников молодого человека, силовики приняли за взрывное устройство «детскую бомбочку», то есть петарду, которыми часто балуются подростки.

## Реакция на происшествие

### Высказывания общественных деятелей
Губернатор области Игорь Орлов 1 ноября обвинил в произошедшем оппозицию. Алексей Навальный во время прямой трансляции на своём ютуб-канале ответил губернатору, что тот сам виновен в произошедшем, и порекомендовал ему «починить дороги, сделать водопровод в 21 веке».
Телеведущий Владимир Соловьёв обвинил в произошедшем Дмитрия Гудкова и журналистов Екатерину Винокурову и Александра Плющева, связав проишествие в Архангельске с прошедшей 28 октября акцией «За ваших и наших детей» в поддержку фигурантов дел «Нового величия» и «Сети» («Пензенское дело») возле здания ФСБ в Москве.
Вячеслав Мальцев на своём ютуб-канале многократно выразил сожаление по поводу гибели 17-летнего акционера..
Глеб Павловский в эфире «Эхо Москвы» сказал: «Если ФСБ сделает ошибку и превратит это событие в начало борьбы с теми, кто их ненавидит, то они окажутся в опасном положении, потому что станут привлекательной мишенью для молодых людей, которые с простым очень мировоззрением».
Директор ФСБ Александр Бортников в связи со взрывом в здании УФСБ по Архангельской области и нападением на УФСБ по Хабаровскому краю 21 апреля 2017 года выразил обеспокоенность переходом молодёжи к силовым акциям против власти.

### Уголовные дела, связанные с терактом по ст. 205.2
Проект ОВД-Инфо указывает на шестнадцать уголовных дел, возбуждённых в отношении лиц, которые каким-либо образом комментировали взрыв.
В феврале 2019 года Следственным управлением СКР по Псковской области было возбуждено уголовное дело по статье по ч. 2 ст. 205.2 УК РФ (публичное оправдание терроризма) в отношении псковской журналистки Светланы Прокопьевой. 7 ноября 2018 года в эфир радиостанции «Эхо Москвы в Пскове» вышел выпуск авторской передачи Светланы Прокопьевой «Минутка просветления» под названием «Репрессии для государства» о том, что в России нет условий для политического активизма. В передаче прозвучал текст, «осмысляющий» поступок Михаила Жлобицкого. «Эхо Москвы в Пскове» а так же интернет-портал «Псковская лента новостей», входящие в состав медиахолдинга «Гражданская пресса», получили предупреждения Роскомнадзора и предписание удалить размещённые материалы (в аудио- и текстовом формате) Прокопьевой, а также были оштрафованы на 150 тысяч и 200 тысяч рублей, соответственно за злоупотребление свободой слова («производство либо выпуск продукции, содержащей публичные призывы к террористической деятельности или материалы, оправдывающие терроризм»).
Спустя несколько месяцев в Вытегре (Вологодская область), была попытка возбуждения уголовного дела в отношении лидера местной ячейки КПРФ Надежды Владимировны Ромасенко. Дело не было возбуждено из-за отсутствия состава преступления в действиях подозреваемой. Впоследствии ряд СМИ опубликовал неточную информацию об этом случае.
20 ноября 2019 года в Петербурге сотрудники Центра «Э» задержали 68-летнего пенсионера, который под псевдонимом «Сталинский сокол» разместил в соцсети «ВКонтакте», пост, в котором назвал Жлобицкого героем нашего времени. Было возбуждено уголовное дело.
Уголовному преследованию за оправдание терроризма в связи с архангельским взрывом также подвергались житель Сочи Александр Соколов — из-за шести комментариев в соцсетях, житель города Тольятти Александр Довыденков — за твит, анархист Вячеслав Лукичев — за публикацию в телеграм-канале, Павел Зломнов — за чтение стихов о Михаиле Жлобицком, жительница Калининграда Людмила Стеч — за репост новости, экоактивистка из Челябинска Галина Горина — за репост новости «ВКонтакте» о теракте и свой комментарий к нему, карельская анархистка Екатерина Муранова — из-за комментария в «ВКонтакте» к посту о взрыве, житель города Коряжмы Архангельской области Олег Немцев — за комментарий в «ВКонтакте», гражданская активистка Надежда Белова из Новой Усмани — за комментарий в «ВКонтакте», 68-летний Александр Коваленко — за пост в «ВКонтакте», 42-летний архангельский дальнобойщик Константин Васильянов — за комментарий в «ВКонтакте», житель Пскова 47-летний Алексей Шибанов — из-за 16 записей в ВКонтакте, в числе которых комментирование взрыва и уголовного дела Прокопьевой, житель Калуги Иван Любшин — его осудили на пять лет и два месяца колонии общего режима из-за комментария в «ВКонтакте».
15 октября 2020 года Сергея Арбузова приговорили к пяти годам колонии за комментарий о взрыве: он охарактеризовал погибшего как «героя России» и, согласно материалам дела, «дал положительную оценку самоподрыву Жлобицкого». Отмечается, что незаконный комментарий набрал много лайков.
Жителя Краснодарского края Валерия Клименченко приговорили к четырем годам и одному месяцу колонии общего режима за публичные призывы к осуществлению терактов. После взрыва в здании ФСБ Архангельской области он поддержал действия подорвавшего себя Михаила Жлобицкого.

### Другие нападения
22 марта 2019 года двое анархистов, проезжая на мотоцикле мимо здания консульского отдела посольства России в Афинах, бросили в будку охраны гранату. При взрыве никто не погиб. Анархисты опубликовали заявление, в котором отметили, что эта акция является ответом на военные преступления, совершённые российским режимом, и местью за гибель Жлобицкого; также были упомянуты репрессии властей против других российских анархистов.